# Massif de l'Ortles
Le massif de l'Ortles ou Ortles-Cevedale est un massif des Préalpes orientales méridionales. Il s'élève en Italie (entre le Trentin-Haut-Adige et la Lombardie) et en petite partie en Suisse, dans le canton des Grisons.
L'Ortles est le point culminant du massif, d'où son nom.
Les crêtes principales du massif abritent d'importants glaciers.

## Géographie

### Situation

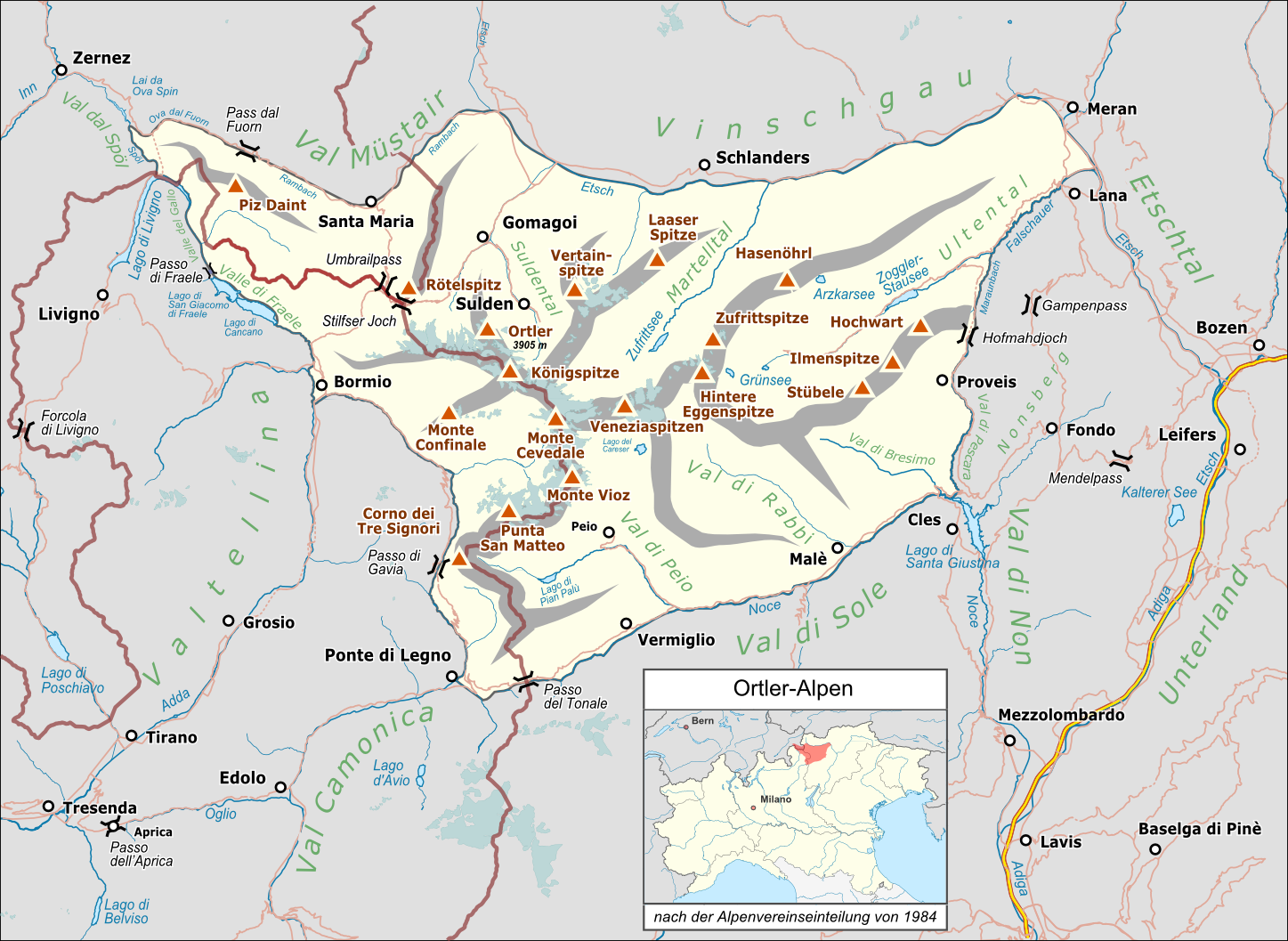
Carte du massif de l'Ortles.

Le massif est entouré de la chaîne de Sesvenna et des Alpes de l'Ötztal au nord, des Alpes de Sarntal au nord-est, du massif de Non à l'est, du massif de Brenta et de l'Adamello-Presanella au sud, du massif de Sobretta-Gavia et de la chaîne de Livigno à l'ouest.
Il est bordé par l'Adige au nord (Val venoste) et au nord-est, le Noce  (Val di Sole) au sud et l'Oglio au sud-ouest ; il est traversé au nord-ouest par le col du Stelvio.

### Sommets principaux

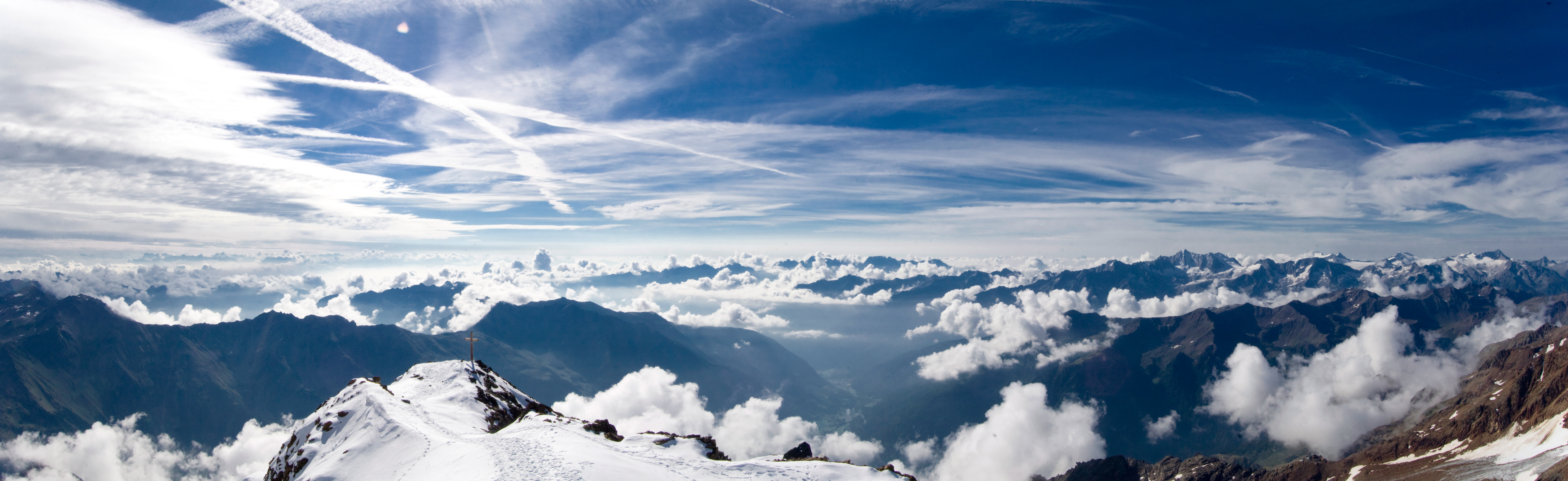
Monte Viòz

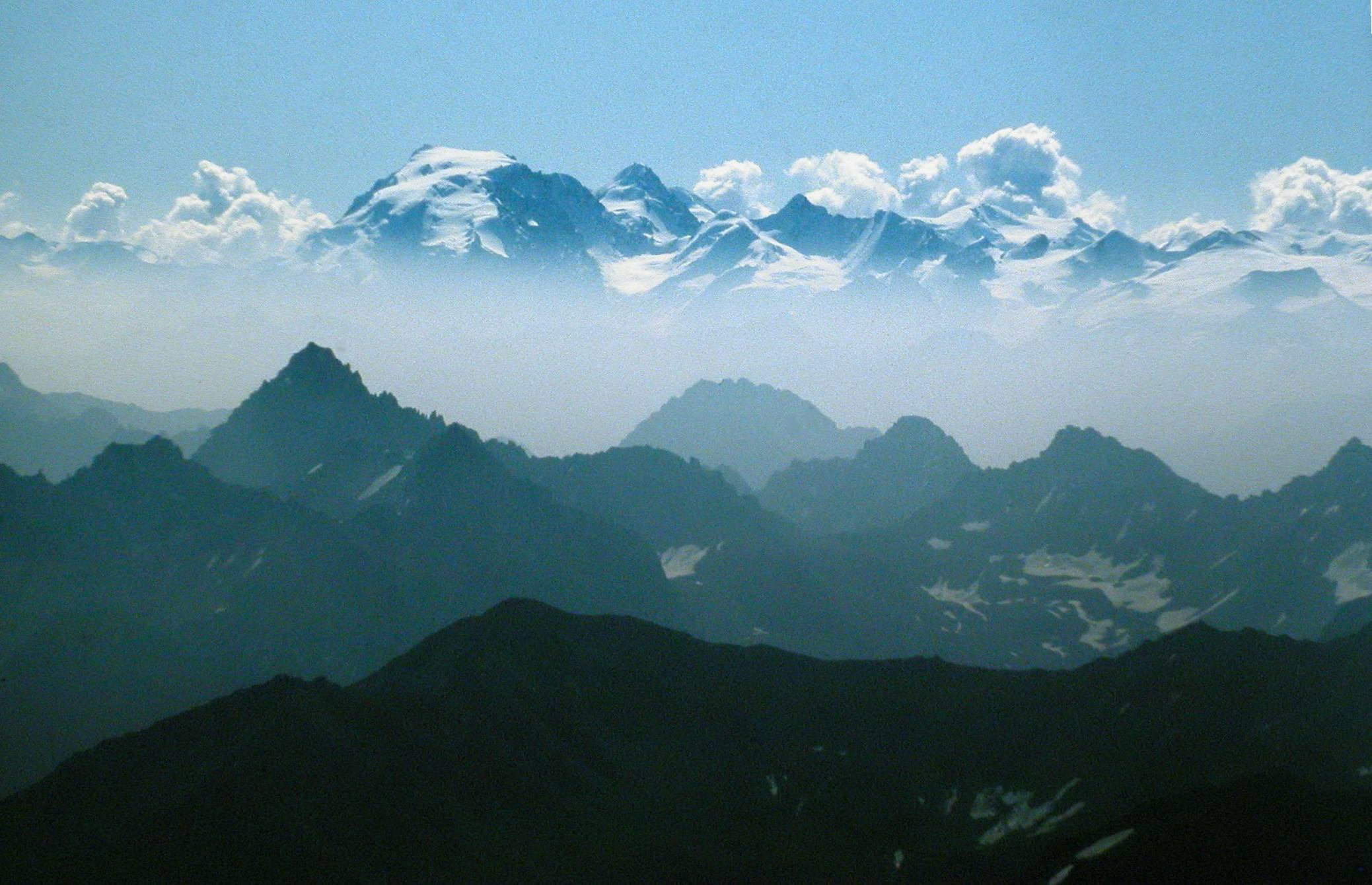
Vue sur le massif (arrière-plan) depuis le Piz Linard dans le massif de Silvretta.

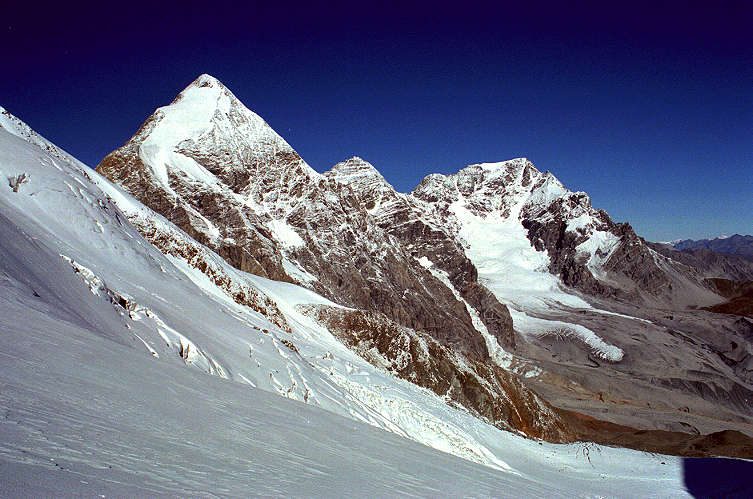
Trois des principaux sommets du massif

- Ortles, 3 905 m
- Gran Zebrù, 3 851 m
- Monte Cevedale, 3 769 m
- Monte Zebrù, 3 735 m
- Palón della Mare, 3 705 m
- Punta San Matteo, 3 678 m
- Monte Viòz, 3 645 m
- Punta Thurwieser, 3 641 m
- Pizzo Tresero, 3 602 m
- Vertainspitze, 3 545 m
- Punta delle Bàite, 3 458 m
- Gioveretto, 3 439 m
- Cima Venezia, 3 386 m
- Croda di Cengles, 3 378 m
- Monte Confinale, 3 370 m
- Corno dei Tre Signori, 3 360 m
- Cima Sternai, 3 343 m
- Punta di Lasa, 3 305 m
- L'Orecchia di Lepre, 3 257 m
- Piz Murtaröl, 3 180 m
- Piz Tea Fondada, 3 143 m
- Monte Sumbraida, 3 124 m
- Cresta di Reit, 3 075 m
- Piz Umbrail, 3 032 m
- Pizzo di Forcola, 3 004 m
- Piz Daint, 2 967 m
- Piz Turettas, 2 957 m
- Piz Mon'Ata, 2 937 m
- Piz Val Gronda, 2 878 m

## Géologie
Le massif est constitué de roche sédimentaire du Mésozoïque.

## Activités

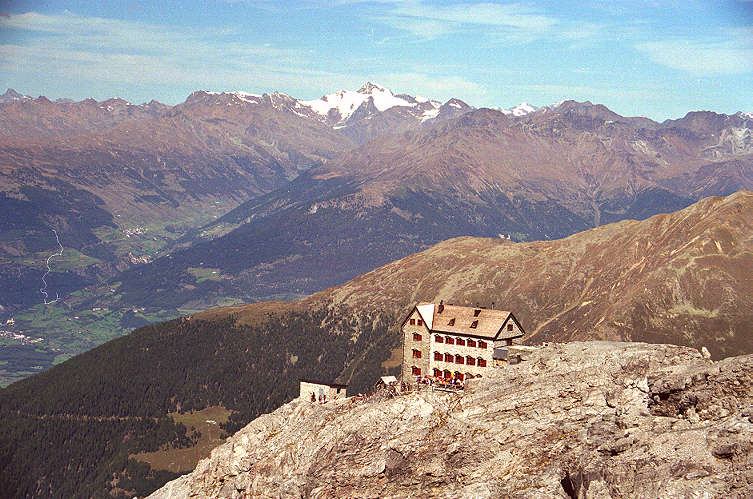
Le refuge Payer

### Stations de sports d'hiver
- Laces
- Lana
- Parcines
- Peio
- Prato allo Stelvio
- Stelvio (Solda, Trafoi)
- Ultimo
- Vermiglio

### Environnement
Le massif est recouvert en partie par le parc national du Stelvio, créé en 1935 et agrandi en 1977.